# 河濱-下城站
河濱-下城站（英語：Riverside-Downtown station），是加利福尼亚州里弗赛德县里弗赛德的一座火车站，于1993启用。停靠美铁的城际列车和南加州都会铁道的通勤铁路列车。

## 车站结构
车站北侧站台停靠河滨线列车，南侧站台停靠西南酋长号、91线和内陆帝国－橙县线列车；站台间有天桥连接。